# .ck
.ck è il dominio di primo livello nazionale assegnato alle Isole Cook.

## Domini di secondo livello
Sono disponibili i seguenti domini di secondo livello:
- .co.ck
- .biz.ck
- .edu.ck
- .org.ck
- .net.ck
- .gen.ck
- .gov.ck